# Kadir Cin
Kadir Cin (ur. 7 maja 1987) – turecki siatkarz, grający na pozycji przyjmującego, reprezentant Turcji. 

## Sukcesy klubowe
Mistrzostwo Turcji:
- 2006, 2007
- 2016
- 2008, 2009, 2011, 2014, 2018

Puchar Turcji:
- 2009, 2021

Puchar Challenge:
- 2009[1][2]

Superpuchar Turcji:
- 2010

## Sukcesy reprezentacyjne
Liga Europejska:
- 2010